# نيلسون بورنير
نيلسون بورنير (14 يناير 1950 - 11 أبريل 2021) محامي وسياسي برازيلي. شغل منصب نائب فيدرالي لريو دي جانيرو لمدة خمس فترات وكان رئيس البلدية الوحيد الذي انتخب ثلاث مرات في نوفا إيغواسو. في عام 2016 كان بورنييه مرشحًا لإعادة انتخابه لمنصب رئيس البلدية لتحالف التغيير سيستمر، الذي ضم ثمانية عشر حزباً.

## الحياة السياسية

### عضو الكونجرس
تم انتخاب نيلسون بورنير في خمس مناسبات لمنصب النائب الفيدرالي لولاية ريو دي جانيرو. في الأول عام 1990 انتخب من قبل حزب التحرير للفترة من 1991 إلى 1995. في الثانية في 1994 انتخب من قبل الحزب الديمقراطي الاجتماعي للفترة من 1995 إلى 1999، باعتباره رابع أكثر المرشحين تصويتًا في ريو دي جانيرو، بأكثر من مائة ألف صوت. في عام 1996 استقال بورنييه كنائب فيدرالي لتولي مدينة نوفا إيغواسو لأول مرة. في عام 2002 تم انتخاب بورنير من قبل حزب التحرير لولايته الثالثة من 2003 إلى 2007 باعتباره عاشر أكثر المرشحين تصويتًا في ريو دي جانيرو بحوالي 130 ألف صوت. للمرة الرابعة ، تم انتخابه للفترة من 2007 إلى 2011 كونه سادس أكثر المرشحين تصويتًا في ريو دي جانيرو بحوالي 130 ألف صوت. في عام 2010 حصل على أكثر من 70.000 صوت ولم يتم انتخابه لمنصب. ومع ذلك، اختير كبديل اعتبارًا من 18 فبراير 2011 تولى منصب النائب الفيدرالي في الفترة من 2011 إلى 2015 بعد إقالة النائب بيدرو باولو. في عام 2012 استقال بورنير مرة أخرى كنائب فيدرالي للترشح لمنصب عمدة نوفا إيغواسو.

### عمدة نوفا إيغواسو
انتخب بورنير عمدة لمدينة نوفا إيغواسو في عام 1996 في الجولة الأولى بنسبة 56٪ من الأصوات الصحيحة، أي حوالي 180 ألف صوت. خلال فترة ولايته الأولى في المنصب استعرض نيلسون بورنير خطة نوفا إيغواسو الرئيسية من خلال القانون البلدي 006 الصادر في 12 ديسمبر 1997، والذي حدد من بين قرارات أخرى ترسيم حدود الأراضي المستخدمة حتى عام 2008. خلال هذه الفترة استفادت نوفا إيغواسو من الانتهاء من قبل حكومة الولاية من بناء شارع فيا لايت في 15 أغسطس 1998، والذي أدى إلى تغيير جذري في وسط المدينة. أيضا في هذه الفترة كان هناك تحرير لبلدية مسكيتا من خلال قانون الدولة رقم 3253 في 25 سبتمبر 1999.
في عام 2000 أعيد انتخاب بورنير في الجولة الأولى بحوالي 204 ألف صوت ، للفترة من 2001 إلى 2005. في عام 2002 استقال من مكتب العمدة ليعمل مرة أخرى كنائب فيدرالي نيابة عن نائبه ماريو ماركيز.
في عام 2008 ترشح بورنير مرة أخرى للانتخابات البلدية، حيث كان معارضًا لرئيس البلدية آنذاك ليندبرج فارياس الذي فاز في الانتخابات في الجولة الأولى، ومع بورنير في الثانية بعدد أكثر من 130 ألف صوت. عانى بورنير في ذلك الوقت من أول هزيمة سياسية له في المدينة التي تقع فيها قاعدته الانتخابية.
في عام 2012 مرة أخرى خاض بورنير انتخابات مع العمدة الرئيسية شيلا جاما، بصفتها المنافس الرئيسي. فاز بورنير بالجولة الأولى بحوالي 150 ألف صوت. بعد صدور قرار من المحكمة خضع اقتراع بورنير إلى تغيير قبل ثلاثة أيام من الانتخابات: استبدال النائبة نيكولاسينا أكاريزي بابنتها الدكتورة داني نيكولاسينا. انتخب نيلسون بورنير في الجولة الثانية عمدة نوفا إيغواسو للفترة من 2013 إلى 2017 بحوالي 207 ألف صوت.
في عام 2013 منح بورنير زيادة بنسبة 102٪ في راتبه ونائبه وأمناء عمله. اعتبرت محكمة الحسابات في ريو دي جانيرو الإجراء غير شرعي، وبالتالي قرر بورنير تحويل هذا المبلغ إلى صحيفة هوسبيتال دي بوس. في عام 2016 لم يكن من الممكن إعادة انتخاب بورنير بعد هزيمته من قبل خصمه الرئيسي روجيرو ليسبوا.